# جمعه آل مکتوم
جمعه آل مکتوم (انگلیسی: Juma Al-Maktoum؛ زادهٔ ۲۳ دسامبر ۱۹۸۴) تیرانداز اهل امارات متحده عربی است.
وی در مسابقات کشوری و بین‌المللی در مجموع برندهٔ ۲ مدال طلا، ۱ مدال نقره شده‌است.